# Peltastes macrocalyx
Peltastes macrocalyx är en oleanderväxtart som först beskrevs av Müll.Arg., och fick sitt nu gällande namn av Robert Everard Woodson. Peltastes macrocalyx ingår i släktet Peltastes och familjen oleanderväxter. Inga underarter finns listade i Catalogue of Life.